# Selección de críquet de Escocia
La selección de críquet de Escocia representa a Escocia. Juegan sus partidos de local en The Grange, Edimburgo y también en otros estadios.
Escocia se convirtió en Miembro Asociado del International Cricket Council (ICC) en 1994 después de romper vínculos con la selección de críquet de Inglaterra dos años antes. Desde entonces, ha jugado en tres Copas Mundiales de Cricket (1999, 2007 y 2015) y tres torneos Copa Mundial de Críquet Twenty20 (2007, 2009 y 2016). Sin embargo, su primera victoria en cualquiera de estos eventos no llegó hasta que derrotaron a Hong Kong en el Copa Mundial de Críquet Twenty20 de 2016. El equipo de cricket escocés está gobernado por Cricket Scotland.
Escocia también ha jugado en todos los torneos de la Copa Intercontinental de Críquet, ganando la edición inaugural en 2004. Entre 2010 y 2013, el equipo compitió en el ECB 40 como los Scottish Saltires.
Kyle Coetzer se convirtió en capitán del equipo en noviembre de 2016 después de que Preston Mommsen, que había sido el capitán del equipo desde septiembre de 2014, dimitió. El entrenador es el sudafricano Shane Burger, quien asumió el cargo en enero de 2019.
En abril de 2018, la CPI decidió otorgar el estatus completo de Twenty20 International (T20I) a todos sus miembros. Por lo tanto, todos los partidos de Twenty20 jugados entre Escocia y otros miembros de la ICC después del 1 de enero de 2019 son un T20I completo.

## Historia

### Antes de la membresía de ICC
El primer partido de cricket registrado en Escocia tuvo lugar en Alloa en 1785. Sin embargo, pasarían otros ochenta años antes de que la selección nacional de Escocia jugara su primer partido completo, contra el condado inglés de Surrey en 1865, que ganó por 172 carreras.
La primera Unión de Cricket de Escocia se formó en 1879, y el equipo nacional venció a Australia por 7 terrenos tres años más tarde. El sindicato de cricket desapareció en 1883, y Grange Cricket Club se hizo cargo de la administración del juego hasta 1909. El primer partido contra Irlanda tuvo lugar en Dublín en 1888, ganando Irlanda. También jugaron contra Sudáfrica, las Indias Occidentales, India y Nueva Zelanda antes del comienzo de la Segunda Guerra Mundial.
En 1948, Australia visitó Escocia para dos juegos al final de su gira por Inglaterra. Estos juegos, ambos ganados por los australianos, iban a ser los últimos juegos internacionales para Don Bradman. El Don firmó con un estilo típico, haciendo 123 invictos en la victoria de entradas.
Escocia compitió por primera vez en el cricket doméstico inglés en 1980, cuando compitió en la Benson & Hedges Cup por primera vez. Tres años más tarde participaron en el Trofeo NatWest. Su primera victoria de Benson & Hedges fue contra Lancashire en 1986.

### Jugadores de críquet escoceses
Los jugadores de críquet más famosos que han venido de Escocia son probablemente el excapitán de Inglaterra, Mike Denness, el all-rounder de Warwickshire Dougie Brown y el exjugador de England Test Gavin Hamilton. Otro gran jugador de críquet escocés fue Brian Hardie, quien fue un importante contribuyente al exitoso equipo de Essex de las décadas de 1970 y 1980. Posiblemente uno de los mejores hilanderos y ciertamente un periodista respetado fue el acertadamente llamado Ian Peebles, quien fue uno de los jugadores de críquet del año en 1931 junto a Don Bradman.
El jugador de críquet más infame, un hombre que fue vilipendiado en Australia, fue un escocés, Douglas Jardine, padre e inventor de "Body Theory", que está bien documentado en "Bodyline". Jardine nació en la India británica y murió en Suiza, pasando la mayor parte de su vida en Inglaterra. Sin embargo, sus padres eran escoceses. Pidió que sus cenizas fueran esparcidas por Escocia y les dio a sus propios hijos nombres escoceses.

### Membresía de ICC
En 1992, Escocia rompió sus lazos con el Test and County Cricket Board (TCCB) e Inglaterra, y ganó la Membresía Asociada de la ICC por derecho propio en 1994. Compitieron en el Trofeo ICC por primera vez en 1997 , terminando tercero y clasificatorio para el Mundial de 1999, donde perdió todos sus partidos. El Trofeo de Críquet de 2001 los vio terminar 4º, perdiendo un partido de desempate ante Canadá, pero ganaron el torneo de 2005, venciendo a sus rivales de toda la vida Irlanda en la final. En 2004, Escocia se confirmó por primera vez como una de las principales naciones asociadas al ganar la Copa Intercontinental inaugural . Sin embargo, no progresaron más allá de la primera ronda del torneo de 2005.

### 2006

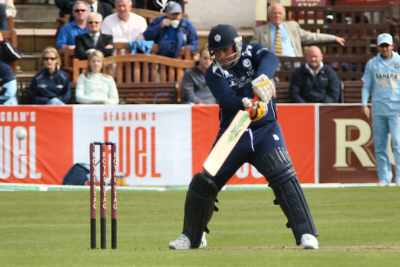
El escocés Ryan Watson juega a través del punto hacia atrás para marcar un límite contra la India en Titwood de Glasgow, el 16 de agosto de 2007

En marzo de 2006, Escocia se embarcó en una gira de pretemporada a Barbados. Se desempeñaron con algo de crédito, aunque solo ganaron uno de sus 6 juegos, contra un Barbados XI. Debieron gran parte de su éxito a Nik Morton, quien volvió a calificar para representar a Escocia internacionalmente en 2004. Compitieron en el Trofeo C & G en cricket doméstico inglés en la primera parte de la temporada de cricket inglesa de 2006 . Se desempeñaron mejor de lo esperado, ganando tres de sus nueve juegos y terminando octavos en la conferencia del Norte.
En junio, jugaron su primer ODI desde la Copa del Mundo de 1999 cuando se enfrentaron a Pakistán en Edimburgo. Sin los jugadores clave Dougie Brown y Navdeep Poonia, perdieron por cinco terrenos. Finalmente consiguieron su primera victoria ODI en el Campeonato de Europa en agosto con una victoria sobre Holanda en un juego acortado por la lluvia. Sin embargo, volvieron a perder a jugadores clave en algunos juegos de este torneo y, gracias a su derrota contra Irlanda, terminaron segundos en el torneo.
Durante 2006 y principios de 2007, Escocia participó en la tercera edición de la Copa Intercontinental . Vencieron a Namibia por una entrada en mayo de 2006, pero el empate contra Irlanda en agosto y los Emiratos Árabes Unidos en enero de 2007 significó que no pudieron llegar a la final. En diciembre de 2006, viajaron a la nación de prueba Bangladés para una serie de ODI de dos partidos, la primera fuera del Reino Unido, pero perdieron ambos partidos en gran medida.

### 2007
En enero de 2007, después de que el partido de la Copa Intercontinental contra Emiratos Árabes Unidos en Sharjah, viajaron a Kenia, el primer juego de una serie de tres contra Canadá y Kenia en Mombasa, que terminaron en segundo lugar. Esto fue seguido por la división una de la Liga Mundial de Críquet en Nairobi, donde Escocia terminó como subcampeón.
Luego viajaron a las Indias Occidentales para su segunda Copa del Mundo. Nuevamente perdieron todos sus juegos y no pudieron avanzar más allá de la primera ronda. De vuelta en el Reino Unido, compitieron en el Friends Provident Trophy, y su única victoria fue contra Lancashire. También empataron un partido de la Copa Intercontinental contra Emiratos Árabes Unidos y un ODI contra Pakistán en julio fue eliminado.
En julio, Escocia participó en una serie cuadrangular en Irlanda contra los anfitriones, Holanda y las Indias Occidentales . Sin embargo, el esfuerzo no fue un éxito. Perdieron sus partidos contra Irlanda y las Indias Occidentales y el partido contra Holanda fue abandonado debido a la lluvia.
A principios de agosto, Escocia estaba en servicio de la Copa Intercontinental, ya que ganó contra Holanda por una entrada y 59 carreras. Luego empataron con Irlanda en un partido afectado por la lluvia, sin embargo, solo obtuvieron 3 puntos después de una mala actuación en la primera entrada. India fueron los próximos oponentes de ODI de Escocia a mediados de agosto, que se transmitió en vivo por BBC Scotland desde Titwood, Glasgow. El partido se redujo ligeramente a 46 overs después de un par de lluvias breves, pero India ganó por 7 terrenos.
Después de haber llegado a la final de la Liga Mundial de Críquet a principios de año, Escocia se clasificó para jugar en el Campeonato Mundial Twenty20 celebrado en Sudáfrica. Perdieron por 51 carreras ante Pakistán en su primer juego, y no tuvieron la oportunidad de jugar contra sus otros oponentes del Grupo D, India, ya que el juego se terminó sin que se lanzara una bola.

### 2008
En julio de 2008, Escocia jugó una tri-serie contra Nueva Zelanda e Irlanda en Aberdeen, Escocia. Escocia venció a Irlanda pero perdió su partido contra Nueva Zelanda.
A principios de agosto, Escocia participó con otras cinco naciones asociadas en el Clasificatorio ICC World Twenty20 2009 en Belfast. A pesar de una derrota inicial ante los anfitriones Irlanda, la victoria contra Bermuda aseguró un puesto en semifinales. Tras la decepción de una derrota inesperada ante Holanda en la semifinal unas horas antes, Escocia se recuperó para una victoria de 9 terrenos sobre Kenia (que había avanzado por delante de Canadá), para asegurar el tercer lugar. Sin embargo, con solo dos naciones garantizadas para progresar, la clasificación para el ICC World Twenty20 2009 solo se otorgó cuando Zimbabue confirmó que no asistirían al torneo.
El 18 de agosto, Escocia jugó su primer encuentro ODI contra Inglaterra. Hospedaje del Auld Enemy, en el Grange Cricket Club en Edimburgo. Sin embargo, el partido fue abandonado debido a la lluvia después de menos de 3 overs de la respuesta de Inglaterra a la 156/9 de Escocia.
En diciembre de 2008, Cricket Scotland, el organismo rector del cricket escocés, tomó el histórico acto de otorgar contratos centrales a tres jugadores escoceses. Los jugadores de bowling Gordon Goudie y Dewald Nel y el capitán Ryan Watson se convirtieron en los primeros jugadores de críquet profesionales a tiempo completo con sede en Escocia. A otros diecinueve jugadores de críquet se les han ofrecido ofertas profesionales a tiempo parcial.

### 2009
Escocia participó en el Copa Mundial de Críquet Twenty20 de 2009 en Inglaterra en junio de 2009. Fueron sorteadas junto a las naciones de prueba Nueva Zelanda y Sudáfrica en el Grupo D, y ambos partidos se jugaron en The Oval en Londres.
El primer partido, contra Nueva Zelanda, se acortó a 7 overs por lado debido a la lluvia. Escocia bateó primero e hizo 89/4, con Kyle Coetzer máximo anotador con 33. Sin embargo, tres no-ball y una atrapada caída permitieron a Nueva Zelanda ganar por siete terrenos con un over de sobra.
En el segundo partido, Sudáfrica hizo 211/5, con AB de Villiers acertando 79, no solo con 34 balones. En respuesta, Escocia fue eliminada por 81, más de la mitad de los cuales fue anotado por Coetzer (42). El margen de derrota de 130 carreras fue el segundo más grande en términos de carreras en un Twenty20 International.

### 2010
En 2010, Escocia participó en el torneo inaugural ECB 40.
Escocia compitió en las eliminatorias en los Emiratos Árabes Unidos, para competir por un lugar en el Copa Mundial de Críquet Twenty20 de 2010 en las Indias Occidentales. Compitieron por un lugar con Afganistán, Canadá, Irlanda, Kenia, Países Bajos, Emiratos Árabes Unidos y Estados Unidos. El torneo fue decepcionante para Escocia, al salir en la fase de grupos sin ganar un solo partido.
La campaña de la Copa Intercontinental de Escocia fue más exitosa ya que llegaron a la final en diciembre, contra Afganistán, en el nuevo estadio de cricket a medida en Dubái. Programado como un partido de primera clase de cuatro días de dos entradas por lado, Afganistán ganó el juego en ocho sesiones. Este fue también el primer partido de cricket de cualquier tipo que fue transmitido en vivo en línea por dos fanáticos escoceses, con el acuerdo de la ICC.

### Clasificatorios de la Copa Mundial de la ICC
Durante marzo y abril de 2009, Escocia intentó defender el Trofeo ICC que ganó en 2005. Para asegurar la clasificación para la Copa Mundial de Críquet de 2011, se apuntó a los cuatro primeros lugares. También intentaban asegurarse el estatus de ODI al terminar entre los seis primeros.
Escocia comenzó mal el torneo al perder tres de sus cinco juegos de grupo. Con solo los puntos ganados contra Namibia que se llevaron a los Súper Ocho, Escocia enfrentó un camino difícil hacia la Copa del Mundo.
Escocia comenzó bien los Super Ocho al vencer a Holanda en su primer partido. Siguieron derrotas contra Kenia y Afganistán. El resultado de lo cual amenazó la clasificación de Escocia para la Copa del Mundo, así como la posibilidad de perder su estatus de ODI si terminaban entre los seis primeros.
La victoria contra los Emiratos Árabes Unidos en su último juego, y una mejor tasa de carreras, gracias a la victoria de 122 carreras, aseguraron un lugar entre los seis primeros para los escoceses, asegurando el estatus de ODI hasta la próxima ronda de clasificación para la Copa del Mundo.
El equipo escocés se clasificó para la Copa Mundial de Críquet de 2015 en Australia y Nueva Zelanda, pero fue eliminado después de seis derrotas consecutivas de seis partidos.

### Nueva Zelanda: Una gira por Escocia en 2014
En agosto de 2014, Escocia jugó una serie de tres partidos contra Nueva Zelanda A en Cambusdoon New Ground, Ayr. En el primer partido, Grant Elliott y el capitán BJ Watling anotaron siglos y aseguraron que Nueva Zelanda A ganara por 199 carreras. Escocia concedió casi 150 carreras en los últimos diez overs.
En enero de 2017, Escocia participó en el Desert T20 Challenge 2017. Ganaron los tres partidos de su grupo, antes de perder ante Irlanda en las semifinales.

### Gira de Zimbabue por Escocia en 2017
Escocia logró su primera victoria contra un miembro de pleno derecho de la CPI cuando derrotó a un equipo de gira por Zimbabue.
| 15 de junio de 2017 | Escocia                                    | 317/6-272 (50)- (41,4) | Zimbabue                               | The Grange Club, Edimburgo                     |                                                |
|                     | Coetzer 109 (101) Williams 2/48 (10 overs) | Reporte                | Waller 92 (62) de Lange 5/60 (8 overs) | Árbitro(s): Ruchira Palliyaguruge y Ian Ramage | Árbitro(s): Ruchira Palliyaguruge y Ian Ramage |

- Escocia ganó el sorteo y eligió batear.
- La lluvia durante las entradas de Zimbabue les estableció un objetivo revisado de 299 carreras en 43 overs.
- Con de Lange (Escocia) realizó su primer recorrido de cinco terrenos en un ODI.
- Este fue el primer partido de ODI entre las dos partes y la primera victoria de Escocia en un ODI contra una nación de prueba.[23]

### 2018
Escocia logró su segunda victoria contra un miembro de pleno derecho de la ICC cuando derrotó a un equipo de Inglaterra en gira.
| 10 de junio de 2018 | Escocia                                | 371/5-365 (50)- (48,5) | Inglaterra                       | The Grange Club, Edimburgo               |                                          |
| 11:00               | MacLeod 140 (94) Rahid 2/72 (10 overs) | Reporte                | Bairstow 105 (59) Watt 3/55 (10) | Árbitro(s): Marais Erasmus y Allan Haggo | Árbitro(s): Marais Erasmus y Allan Haggo |

- Inglaterra ganó el sorteo y eligió al campo.
- Dylan Budge (Escocia) hizo su debut en ODI.
- Calum MacLeod anotó el siglo más rápido de un bateador para Escocia en ODI y se convirtió en el primer bateador de Escocia en anotar un siglo en ODI contra Inglaterra.[24]
- Escocia obtuvo su puntaje más alto en ODI y el puntaje más alto de un equipo asociado contra un equipo de miembro de pleno derecho.[24]
- Jonny Bairstow se convirtió en el primer bateador de Inglaterra en anotar siglos en tres ODI consecutivos.[24]

## Historial de torneos

### Copa Mundial de Críquet
| Año    | Redondo                                                                | Posición                                                               | PJ                                                                     | PG                                                                     | PP                                                                     | T                                                                      | NR                                                                     |
| ------ | ---------------------------------------------------------------------- | ---------------------------------------------------------------------- | ---------------------------------------------------------------------- | ---------------------------------------------------------------------- | ---------------------------------------------------------------------- | ---------------------------------------------------------------------- | ---------------------------------------------------------------------- |
| 1975   | No elegible (no es miembro de ICC)                                     | No elegible (no es miembro de ICC)                                     | No elegible (no es miembro de ICC)                                     | No elegible (no es miembro de ICC)                                     | No elegible (no es miembro de ICC)                                     | No elegible (no es miembro de ICC)                                     | No elegible (no es miembro de ICC)                                     |
| / 1992 | No elegible (no es miembro de ICC)                                     | No elegible (no es miembro de ICC)                                     | No elegible (no es miembro de ICC)                                     | No elegible (no es miembro de ICC)                                     | No elegible (no es miembro de ICC)                                     | No elegible (no es miembro de ICC)                                     | No elegible (no es miembro de ICC)                                     |
| / 1996 | No elegible (no es miembro de la ICC en el momento de la calificación) | No elegible (no es miembro de la ICC en el momento de la calificación) | No elegible (no es miembro de la ICC en el momento de la calificación) | No elegible (no es miembro de la ICC en el momento de la calificación) | No elegible (no es miembro de la ICC en el momento de la calificación) | No elegible (no es miembro de la ICC en el momento de la calificación) | No elegible (no es miembro de la ICC en el momento de la calificación) |
| / 1999 | Fase de grupos                                                         | 12°                                                                    | 5                                                                      | 0                                                                      | 5                                                                      | 0                                                                      | 0                                                                      |
| / 2003 | No clasificó                                                           | No clasificó                                                           | No clasificó                                                           | No clasificó                                                           | No clasificó                                                           | No clasificó                                                           | No clasificó                                                           |
| 2007   | Fase de grupos                                                         | 15°                                                                    | 3                                                                      | 0                                                                      | 3                                                                      | 0                                                                      | 0                                                                      |
| / 2011 | No clasificó                                                           | No clasificó                                                           | No clasificó                                                           | No clasificó                                                           | No clasificó                                                           | No clasificó                                                           | No clasificó                                                           |
| / 2015 | Fase de grupos                                                         | 14°                                                                    | 6                                                                      | 0                                                                      | 6                                                                      | 0                                                                      | 0                                                                      |
| / 2019 | No clasificó                                                           | No clasificó                                                           | No clasificó                                                           | No clasificó                                                           | No clasificó                                                           | No clasificó                                                           | No clasificó                                                           |
| 2023   | Por determinar                                                         | Por determinar                                                         | Por determinar                                                         | Por determinar                                                         | Por determinar                                                         | Por determinar                                                         | Por determinar                                                         |
| Total  | 0 títulos                                                              | 3/12                                                                   | 14                                                                     | 0                                                                      | 14                                                                     | 0                                                                      | 0                                                                      |

### Copa Mundial de Críquet Twenty20
| Año   | Resultado      | Pos.           | GP             | W              | L              | T              | NR             |
| ----- | -------------- | -------------- | -------------- | -------------- | -------------- | -------------- | -------------- |
| 2007  | Fase de grupos | 10°            | 2              | 0              | 1              | 0              | 1              |
| 2009  | Fase de grupos | 12°            | 2              | 0              | 2              | 0              | 0              |
| 2010  | No clasificó   | No clasificó   | No clasificó   | No clasificó   | No clasificó   | No clasificó   | No clasificó   |
| 2014  | No clasificó   | No clasificó   | No clasificó   | No clasificó   | No clasificó   | No clasificó   | No clasificó   |
| 2016  | Fase de grupos | 14°            | 3              | 1              | 2              | 0              | 0              |
| 2021  | Clasificado    | Clasificado    | Clasificado    | Clasificado    | Clasificado    | Clasificado    | Clasificado    |
| 2022  | Por determinar | Por determinar | Por determinar | Por determinar | Por determinar | Por determinar | Por determinar |
| Total | 0 títulos      | 3/5            | 7              | 1              | 5              | 0              | 1              |

### Otros torneos
| Clasificatorio para la Copa Mundial de Críquet (Un día, Lista A de 2005)                                      | Juegos de la Mancomunidad (Lista A) | Friends Provident Trophy (Lista A)                                                                                             | Clasificatorio para la Copa Mundial de Críquet Twenty20 (T20I)      |
| --- | ----------------------------------- | --- | ------------------------------------------------------------------- |
| - 1979 a 1994: No elegible - no es miembro de la CPI - 1997: - 2001: 4° - 2005: - 2009: 6° - 2014: - 2018: 4° | - 1998 : Ronda 1                    | - 2007: Conferencia Norte - 10° - 2006: Conferencia Norte - 8° - 2005: Ronda 1 - 2004: Ronda 2 - 2003: Ronda 3 - 2002: Ronda 3 | - 2008: - 2010: 7° - 2012: 5° - 2013: 7° - 2015: (con Países Bajos) |

| Desafío de las seis naciones de la CPI  | Copa Intercontinental ICC (FC)                                                                                  | Liga Mundial de Críquet (ODI)                                                  | Campeonato de Europa (OD/ODI) ‡ |
| --------------------------------------- | --- | ------------------------------------------------------------------------------ | --- |
| - 2000: 6° - 2002: No participó - 2004: | - 2004 : - 2005 : Primera ronda - 2006-07 : primera ronda - 2007-08 : 4° - 2009-10 : - 2011-13 : - 2015-17 : 6° | - 2007: (Primera División) - 2010: (Primera División) - 2014: ( División Uno ) | - 1996: 5° - 1998: - 2000: (Primera División) - 2002: (Primera División) - 2004: 4° (Primera División) - 2006: (Primera División) - 2008: (Primera División) |

‡ Solo los partidos entre Escocia, Irlanda y Holanda en el torneo de 2006 tienen estatus oficial de ODI.

## Jugadores

### Equipo actual
Aquí se enumeran todos los jugadores activos que han jugado para Escocia en el último año (desde el 2 de enero de 2019) y las formas en las que han jugado, o cualquier jugador (en cursiva) fuera de este criterio que haya sido seleccionado en la última versión del equipo. equipo.
| Nombre             | Edad    | Estilo de bateo | Estilo de bowling                  | Torneos             | N.º     | Último FC                         | Último ODI                        | Último T20I                       |
| Batsmen            | Batsmen | Batsmen         | Batsmen                            | Batsmen             | Batsmen | Batsmen                           | Batsmen                           | Batsmen                           |
| ------------------ | ------- | --------------- | ---------------------------------- | ------------------- | ------- | --------------------------------- | --------------------------------- | --------------------------------- |
| Kyle Coetzer       | 37      | Diestro         | Brazo derecho medio-rápido         | ODI (C), T20I (C)   | 15      | vs. Irlanda - 2017                | vs. Emiratos Árabes Unidos - 2019 | vs. Omán - 2019                   |
| Ollie Hairs        | 30      | Zurdo           | Descanso del brazo derecho         | T20I                | 14      | —                                 | vs. Afganistán - 2010             | vs. Bermudas - 2019               |
| Michael Jones      | 23      | Diestro         | Descanso del brazo derecho         | ODI                 | 49      | —                                 | vs. Emiratos Árabes Unidos - 2019 | —                                 |
| Calum MacLeod      | 32      | Diestro         | Brazo derecho medio-rápido         | ODI, T20I           | 10      | vs. Irlanda - 2017                | vs. Emiratos Árabes Unidos - 2019 | vs. Omán - 2019                   |
| George Munsey      | 28      | Zurdo           | Brazo derecho medio-rápido         | ODI, T20I           | 93      | vs. Irlanda - 2017                | vs. Emiratos Árabes Unidos - 2019 | vs. Omán - 2019                   |
| Wicket-keepers     |         |                 |                                    |                     |         |                                   |                                   |                                   |
| Matthew Cross      | 28      | Diestro         | —                                  | ODI, T20I           | 9       | vs. Irlanda - 2017                | vs. Emiratos Árabes Unidos - 2019 | vs. Omán - 2019                   |
| Craig Wallace      | 30      | Diestro         | —                                  | ODI, T20I           | 18      | vs. Irlanda - 2017                | vs. Papúa Nueva Guinea - 2019     | vs. Países Bajos - 2019           |
| All-rounders       |         |                 |                                    |                     |         |                                   |                                   |                                   |
| Richie Berrington  | 34      | Diestro         | Brazo derecho medio-rápido         | ODI (VC), T20I (VC) | 44      | vs. Papúa Nueva Guinea - 2017     | vs. Emiratos Árabes Unidos - 2019 | vs. Omán - 2019                   |
| Dylan Budge        | 25      | Diestro         | Medio brazo derecho                | ODI                 | 17      | —                                 | vs. Emiratos Árabes Unidos - 2019 | vs. Países Bajos - 2018           |
| Josh Davey         | 30      | Diestro         | Brazo derecho medio-rápido         | ODI, T20I           | 38      | vs. Emiratos Árabes Unidos - 2016 | vs. Emiratos Árabes Unidos - 2019 | vs. Omán - 2019                   |
| Michael Leask      | 30      | Diestro         | Descanso del brazo derecho         | ODI, T20I           | 29      | vs. Irlanda - 2017                | vs. Papúa Nueva Guinea - 2019     | vs. Omán - 2019                   |
| Tom Sole           | 24      | Diestro         | Descanso del brazo derecho         | ODI, T20I           | 90      | —                                 | vs. Papúa Nueva Guinea - 2019     | vs. Omán - 2019                   |
| Pace bowlers       |         |                 |                                    |                     |         |                                   |                                   |                                   |
| Alasdair Evans     | 32      | Diestro         | Brazo derecho medio-rápido         | ODI, T20I           | 45      | vs. Papúa Nueva Guinea - 2017     | vs. Estados Unidos - 2019         | vs. Omán - 2019                   |
| Safyaan Sharif     | 29      | Diestro         | Brazo derecho medio-rápido         | ODI, T20I           | 50      | vs. Irlanda - 2017                | vs. Estados Unidos - 2019         | vs. Emiratos Árabes Unidos - 2019 |
| Adrian Neill       | 27      | Diestro         | Brazo derecho medio-rápido         | ODI, T20I           | 7       | —                                 | vs. Omán - 2019                   | vs. Omán - 2019                   |
| Ruaidhri Smith     | 26      | Diestro         | Brazo derecho rápido-medio         | T20I                | 20      | —                                 | vs. Afganistán - 2016             | vs. Irlanda - 2019                |
| Brad Wheal         | 24      | Diestro         | Rápido con el brazo derecho        | ODI                 | 58      | —                                 | vs. Sri Lanka - 2019              | vs. Irlanda - 2017                |
| Stuart Whittingham | 27      | Diestro         | Brazo derecho rápido-medio         | ODI, T20I           | 16      | vs. Irlanda - 2017                | vs. Emiratos Árabes Unidos - 2019 | vs. Irlanda - 2018                |
| Gavin Main         | 26      | Diestro         | Brazo derecho rápido-medio         | ODI                 | 28      | —                                 | vs. Papúa Nueva Guinea - 2019     | vs. Hong Kong - 2016              |
| Spin bowlers       |         |                 |                                    |                     |         |                                   |                                   |                                   |
| Hamza Tahir        | 25      | Diestro         | Ortodoxo lento del brazo izquierdo | ODI, T20I           | 32      | —                                 | vs. Emiratos Árabes Unidos - 2019 | vs. Bermudas - 2019               |
| Mark Watt          | 24      | Zurdo           | Ortodoxo lento del brazo izquierdo | ODI, T20I           | 51      | vs. Irlanda - 2017                | vs. Emiratos Árabes Unidos - 2019 | vs. Omán - 2019                   |

### Cuerpo técnico
- Director de Cricket:  Andy Tennant
- Entrenador en jefe:  Shane Burger
- Entrenador de acondicionamiento mental: / Simon Smith
- Fisioterapeuta jefe: Mairi MacPhail
- Analista de rendimiento:  Toby Bailey

## Entrenadores
Las siguientes personas han entrenado a la selección escocesa en varias etapas. Para algunos entrenadores, las fechas exactas de su mandato no están disponibles, aunque se indican los torneos clave:
| Nombre                                        | Fijado             | Renunciar          |
| --------------------------------------------- | ------------------ | ------------------ |
| Tony Judd                                     | 2001/2002          | 2004               |
| Andy Moles                                    | enero de 2005      | enero de 2006      |
| Peter Drinnen                                 | enero de 2006      | julio de 2007      |
| / Peter Steindl y Andy Tennant (en funciones) | julio de 2007      | diciembre de 2007  |
| / Peter Steindl                               | diciembre de 2007  | diciembre de 2013  |
| Paul Collingwood y Craig Wright (actuando)    | diciembre de 2013  | febrero de 2014    |
| Craig Wright (en funciones)                   | febrero de 2014    | abril de 2014      |
| Grant Bradburn                                | abril de 2014      | septiembre de 2018 |
| Toby Bailey (en funciones)                    | septiembre de 2018 | enero de 2019      |
| Shane Burger                                  | enero de 2019      | actual             |

## Registros y estadísticas

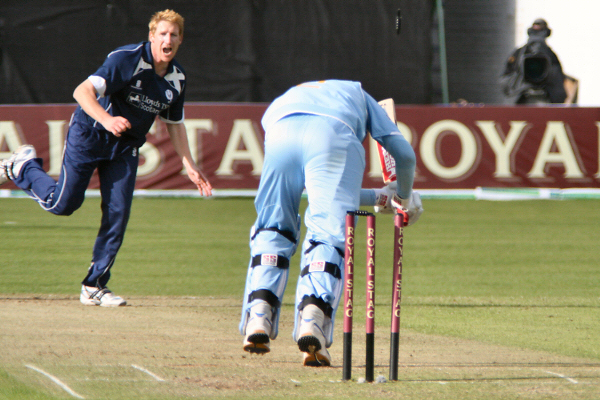
John Blain de Escocia contra Yuvraj Singh de la India en Glasgow's Titwood Ground, 16 de agosto de 2007

Resumen de partidos internacionales - Escocia
| Torneo                  | PJ  | PG | PE | PP | SR | Partido inaugural        |
| ----------------------- | --- | -- | -- | -- | -- | ------------------------ |
| One-Day Internationals  | 115 | 42 | 66 | 1  | 6  | 16 de mayo de 1999       |
| Twenty20 Internationals | 65  | 29 | 32 | 1  | 3  | 12 de septiembre de 2007 |

### One-Day Internationals
- Mayor total del equipo: 371/5 vs. Inglaterra, 10 de junio de 2018 en Grange Cricket Club, Edimburgo.[25]
- Puntuación individual más alta: 175, Calum MacLeod vs. Canadá, 27 de enero de 2014 en Hagley Oval, Christchurch.[25]
- Mejores figuras individuales de bolos: 28/6, Josh Davey vs. Afganistán, 14 de enero de 2015 en el Sheikh Zayed, Abu Dabi.[25]

| Jugador           | Carreras | Promedio | Lapso de carrera |
| ----------------- | -------- | -------- | ---------------- |
| Kyle Coetzer      | 2.409    | 43,80    | 2008-2019        |
| Calum MacLeod     | 2,175    | 37,50    | 2008-2019        |
| Richie Berrington | 1,882    | 28.08    | 2008-2019        |
| Gavin Hamilton    | 1.231    | 35,17    | 1999-2010        |
| Mateo Cruz        | 1,136    | 24,17    | 2014-2019        |

| Jugador        | Wickets | Promedio | Lapso de carrera |
| -------------- | ------- | -------- | ---------------- |
| Safyaan Sharif | 64      | 27,75    | 2011-2019        |
| Majid Haq      | 60      | 32,91    | 2006-2015        |
| Josh Davey     | 49      | 22.08    | 2010-2019        |
| Alasdair Evans | 46      | 32,58    | 2009-2019        |
| John Blain     | 41      | 28,60    | 1999-2009        |

| Jugador       | Puntaje | Oponente           | Ciudad       | Año  |
| ------------- | ------- | ------------------ | ------------ | ---- |
| Calum MacLeod | 175     | Canadá             | Christchurch | 2014 |
| Calum MacLeod | 157 *   | Afganistán         | Bulawayo     | 2018 |
| Kyle Coetzer  | 112 *   | Bangladés          | Nelson       | 2015 |
| Calum MacLeod | 154     | Papúa Nueva Guinea | Port Moresby | 2017 |
| Calum MacLeod | 140 *   | Inglaterra         | Edimburgo    | 2018 |

| Jugador        | Puntaje | Oponente     | Ciudad   | Año  |
| -------------- | ------- | ------------ | -------- | ---- |
| Josh Davey     | 6/34    | Afganistán   | Abu Dabi | 2015 |
| Josh Davey     | 5/9     | Afganistán   | Ayr      | 2010 |
| John Blain     | 22/5    | Países Bajos | Dublín   | 2008 |
| Safyaan Sharif | 5/33    | Zimbabue     | Bulawayo | 2018 |
| Majid Haq      | 5/54    | Irlanda      | Dublín   | 2014 |

Registro histórico
| Oponente               | PJ | PG | PE | PP | SR | Primer partido         | Primera victoria         |
| ---------------------- | -- | -- | -- | -- | -- | ---------------------- | ------------------------ |
| vs. naciones de prueba |    |    |    |    |    |                        |                          |
| Afganistán             | 13 | 4  | 8  | 0  | 1  | 19 de abril de 2009    | 9 de julio de 2010       |
| Australia              | 5  | 0  | 5  | 0  | 0  | 16 de mayo de 1999     |                          |
| Bangladés              | 4  | 0  | 4  | 0  | 0  | 24 de mayo de 1999     |                          |
| Inglaterra             | 5  | 1  | 3  | 0  | 1  | 18 de agosto de 2008   | 10 de junio de 2018      |
| India                  | 1  | 0  | 1  | 0  | 0  | 16 de agosto de 2007   |                          |
| Indias occidentales    | 3  | 0  | 3  | 0  | 0  | 27 de mayo de 1999     |                          |
| Irlanda                | 20 | 4  | 15 | 0  | 1  | 5 de agosto de 2006    | 30 de enero de 2007      |
| Nueva Zelanda          | 3  | 0  | 3  | 0  | 0  | 31 de mayo de 1999     |                          |
| Pakistán               | 3  | 0  | 3  | 0  | 0  | 20 de mayo de 1999     |                          |
| Sudáfrica              | 1  | 0  | 1  | 0  | 0  | 20 de marzo de 2007    |                          |
| Sri Lanka              | 3  | 0  | 3  | 0  | 0  | 13 de julio de 2011    |                          |
| Zimbabue               | 3  | 1  | 1  | 1  | 0  | 15 de junio de 2017    | 15 de junio de 2017      |
| vs. Miembros asociados |    |    |    |    |    |                        |                          |
| Bermudas               | 1  | 0  | 1  | 0  | 0  | 5 de febrero de 2007   |                          |
| Canadá                 | 9  | 7  | 2  | 0  | 0  | 18 de enero de 2007    | 18 de enero de 2007      |
| Emiratos Árabes Unidos | 8  | 5  | 3  | 0  | 0  | 1 de febrero de 2014   | 1 de febrero de 2014     |
| Estados Unidos         | 2  | 1  | 1  | 0  | 0  | 9 de diciembre de 2019 | 14 de diciembre de 2019  |
| Hong Kong              | 5  | 2  | 2  | 0  | 1  | 26 de enero de 2016    | 10 de septiembre de 2016 |
| Kenia                  | 9  | 5  | 3  | 0  | 1  | 17 de enero de 2007    | 2 de febrero de 2007     |
| Omán                   | 2  | 1  | 1  | 0  | 0  | 15 de agosto de 2019   | 18 de agosto de 2019     |
| Países Bajos           | 9  | 6  | 2  | 0  | 1  | 6 de agosto de 2006    | 6 de agosto de 2006      |
| Papúa Nueva Guinea     | 6  | 5  | 1  | 0  | 0  | 6 de octubre de 2017   | 6 de octubre de 2017     |

### Twenty20 Internationals
- Total más alto del equipo: 252/3 vs. Países Bajos, 16 de septiembre de 2019 en Malahide Cricket Club Ground, Malahide.[25]
- Puntuación individual más alta: 127 *, George Munsey vs. Países Bajos, 16 de septiembre de 2019 en Malahide Cricket Club Ground, Malahide.[25]
- Mejores figuras individuales de bolos: 24/5, Alasdair Evans vs. Países Bajos, 11 de julio de 2015 en The Grange Club, Edimburgo.[25]

| Jugador           | Carreras | Promedio | Lapso de carrera |
| ----------------- | -------- | -------- | ---------------- |
| Kyle Coetzer      | 1,386    | 25,66    | 2008-2019        |
| Richie Berrington | 1.247    | 28,34    | 2008-2019        |
| Calum MacLeod     | 1.042    | 26.05    | 2009-2019        |
| George Munsey     | 987      | 29,90    | 2015-2019        |
| Matthew Cross     | 755      | 26.03    | 2013-2019        |

| Jugador           | Wickets | Promedio | Lapso de carrera |
| ----------------- | ------- | -------- | ---------------- |
| Safyaan Sharif    | 49      | 24.18    | 2012-2019        |
| Mark Watt         | 45      | 20.06    | 2015-2019        |
| Alasdair Evans    | 36      | 19.13    | 2015-2019        |
| Majid Haq         | 28      | 16,85    | 2007-2013        |
| Richie Berrington | 27      | 22.55    | 2008-2019        |

| Oponente               | PJ | PG | PE | PP | SR | Primer partido           | Primera victoria        |
| ---------------------- | -- | -- | -- | -- | -- | ------------------------ | ----------------------- |
| vs. naciones de prueba |    |    |    |    |    |                          |                         |
| Afganistán             | 6  | 0  | 6  | 0  | 0  | 10 de febrero de 2010    |                         |
| Bangladés              | 1  | 1  | 0  | 0  | 0  | 24 de julio de 2012      | 24 de julio de 2012     |
| India                  | 1  | 0  | 0  | 0  | 1  | 13 de septiembre de 2007 |                         |
| Irlanda                | 13 | 3  | 7  | 1  | 2  | 2 de agosto de 2008      | 18 de junio de 2015     |
| Nueva Zelanda          | 1  | 0  | 1  | 0  | 0  | 6 de junio de 2009       |                         |
| Pakistán               | 3  | 0  | 3  | 0  | 0  | 12 de septiembre de 2007 |                         |
| Sudáfrica              | 1  | 0  | 1  | 0  | 0  | 7 de junio de 2009       |                         |
| Zimbabue               | 1  | 0  | 1  | 0  | 0  | 10 de marzo de 2016      |                         |
| vs. Miembros asociados |    |    |    |    |    |                          |                         |
| Bermudas               | 2  | 2  | 0  | 0  | 0  | 3 de agosto de 2008      | 3 de agosto de 2008     |
| Canadá                 | 1  | 1  | 0  | 0  | 0  | 23 de marzo de 2012      | 23 de marzo de 2012     |
| Emiratos Árabes Unidos | 3  | 2  | 1  | 0  | 0  | 9 de julio de 2015       | 9 de julio de 2015      |
| Hong Kong              | 5  | 4  | 1  | 0  | 0  | 25 de julio de 2015      | 25 de julio de 2015     |
| Kenia                  | 8  | 5  | 3  | 0  | 0  | 4 de agosto de 2008      | 4 de agosto de 2008     |
| Namibia                | 1  | 0  | 1  | 0  | 0  | 22 de octubre de 2019    |                         |
| Omán                   | 3  | 3  | 0  | 0  | 0  | 19 de enero de 2017      | 19 de enero de 2017     |
| Países Bajos           | 13 | 7  | 6  | 0  | 0  | 4 de agosto de 2008      | 22 de noviembre de 2013 |
| Papúa Nueva Guinea     | 1  | 1  | 0  | 0  | 0  | 21 de octubre de 2019    | 21 de octubre de 2019   |
| Singapur               | 1  | 0  | 1  | 0  | 0  | 18 de octubre de 2019    |                         |

## Otros registros

### Trofeo de Críquet
- Mayor total del equipo: 324/8 vs. Irlanda, 13 de julio de 2005 en Dublín.[25]
- Puntuación individual más alta: 94, Ryan Watson vs. Irlanda, 13 de julio de 2005 en Dublín.[25]
- Mejores figuras individuales de bowling: 6/12, Paul Hoffmann vs. Omán, 1 de julio de 2005 en Belfast (Shaw's Bridge).[25]

## Selección de críquet A de Escocia
El equipo de cricket de Escocia A es un equipo nacional de cricket que representa a Escocia. Es el "segundo nivel" del cricket internacional de Escocia, por debajo del equipo nacional de cricket de Escocia en su totalidad. Los partidos jugados por Escocia A no se consideran Internacionales de un día , sino que reciben la clasificación de la Lista A.
En junio de 2019, los siguientes jugadores de críquet fueron seleccionados para representar a Escocia A en su gira a Irlanda para jugar contra los Lobos de Irlanda :
- Tom Bradburn
- Dylan Budge
- Scott Cameron
- Michael English
- Callum Garden
- Chris Greaves
- Ollie Pelos
- Michael Leask
- Gavin Main
- Christopher McBride
- Finlay McCreath
- George Munsey
- Adrian Neill
- Hamza Tahir
- Craig Wallace